# Cháy rừng Bắc California tháng 10 năm 2017
| [Bản đồ tương tác toàn màn hình]                    |                                                               |
| Vị trí của các vụ cháy rừng tại miền Bắc California |                                                               |
|                                                     | Biểu đồ hiện đang tạm thời không khả dụng do vấn đề kĩ thuật. |

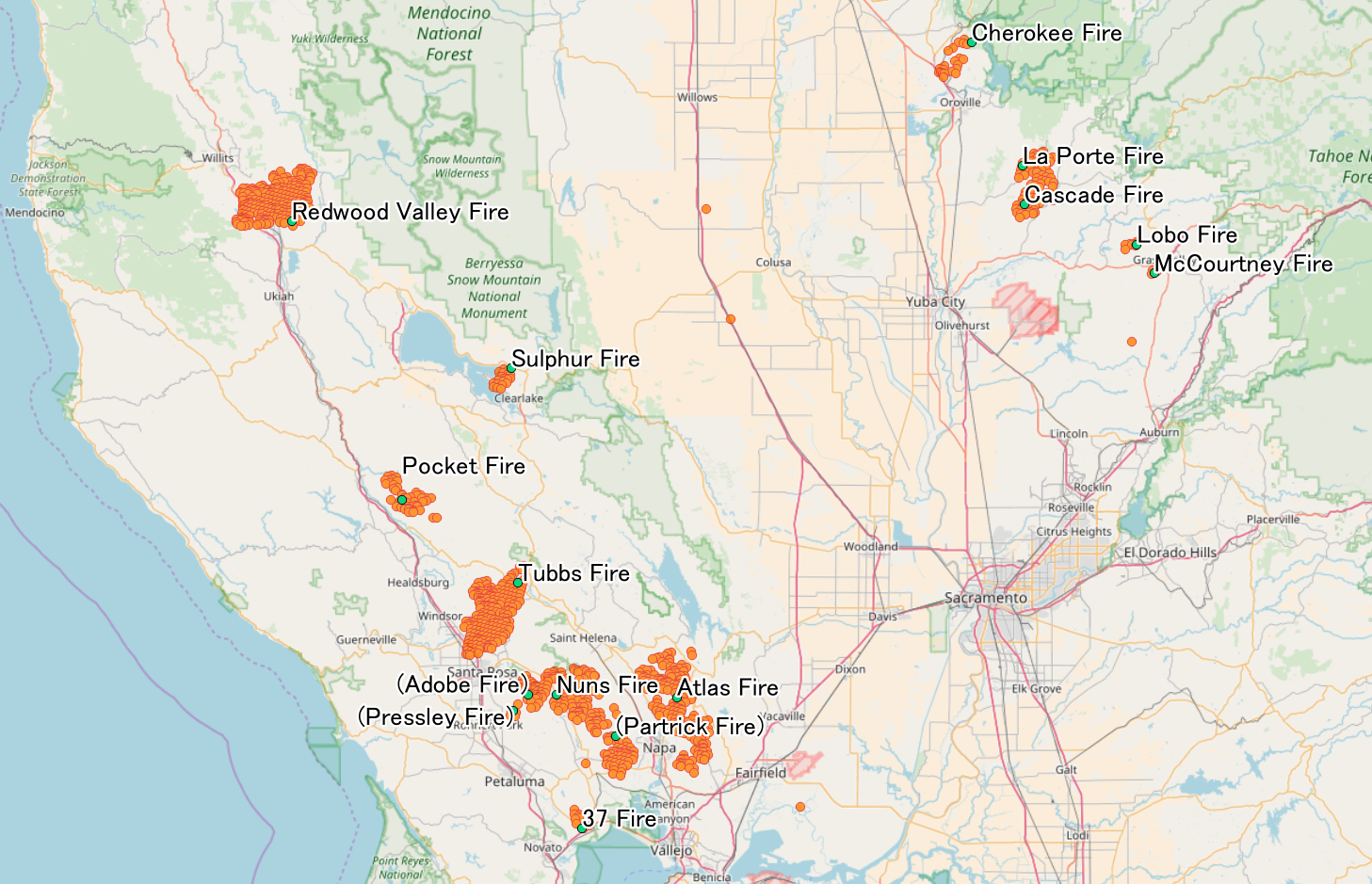
Cháy rừng ở miền Bắc California từ ngày 7 đến ngày 14 tháng 10 năm 2017

Vụ cháy rừng ở miền Bắc California vào tháng 10 năm 2017 là một loạt các vụ cháy rừng đang xảy ra trên cả bang California, Hoa Kỳ. Chúng đã bùng nổ ra tại khắp các quận Napa, Lake, Sonoma, Mendocino, Butte, và Solano trong điều kiện thời tiết cháy nghiêm trọng. Mười bảy trận cháy rừng đã được báo cáo trong thời gian này.
Do điều kiện khắc nghiệt, ngay sau khi lửa cháy phát ra, chúng lan tràn nhanh chóng mỗi ngọn lửa từ 400 hécta (990 mẫu Anh) đến hơn 8.100 hécta (20.000 mẫu Anh) chỉ trong một ngày. Vào ngày 13 tháng 10, hơn 86.000 hécta (210.000 mẫu Anh) ở California đã cháy, và khoảng 3.500 công trình đã bị phá hủy. Vào ngày 14 tháng 10, 90.000 người đã di tản khỏi nhà. Các đám cháy ở Bắc California đã gây tử thương cho ít nhất 40 người và hơn 100 người phải điều trị tại bệnh viện, làm cho tuần của ngày 8 tháng 10 tuần gây chết nhiều người nhất trong lịch sử cháy rừng ở California.